# Lauren Groff
Lauren Groff (Cooperstown, 23 luglio 1978) è una scrittrice statunitense.

## Biografia
Nata nel 1978 a Cooperstown, nello Stato di New York, vive e lavora a Gainesville, in Florida. Dopo il diploma all'Amherst College nel 2001 ha conseguito un M.F.A in scrittura all'Università del Wisconsin-Madison nel 2006 e una borsa di studio Axton Fellow in Fiction nel biennio 2006-2007.
A partire dal suo esordio nel 2008 con I mostri di Templeton (pseudonimo della sua città natale), ha pubblicato altri due romanzi e due raccolte di racconti tutti tradotti in italiano. Sorella della triatleta Sarah Groff, suoi racconti e articoli sono apparsi in riviste come The New Yorker, Harper's Magazine, The Atlantic e antologie prestigiose come la The Best American Short Stories.

## Opere principali

### Romanzi
- I mostri di Templeton (The Monsters of Templeton), Torino, Einaudi, 2008 traduzione di Anna Rusconi ISBN 978-88-06-18894-8.
- Arcadia (2012), Torino, Codice, 2014 traduzione di Tommaso Pincio ISBN 978-88-7578-431-7.
- Fato e furia (Fates and Furies, 2015), Milano, Bompiani, 2016 traduzione di Tommaso Pincio ISBN 978-88-452-8276-8.
- Matrix ( Matrix, 2021), Milano, Bompiani, 2022 traduzione di Tommaso Pincio ISBN 9788830109124.
- Nel vasto mondo selvaggio, Bompiani, 2025, traduzione di Tommaso Pincio, ISBN 9788830107229

### Racconti
- Delicati uccelli commestibili (Delicate Edible Birds, 2009), Torino, Codice, 2016 traduzione di Daria Restani ISBN 978-88-7578-621-2.
- Florida, Milano, Bompiani, 2018 traduzione di Tommaso Pincio ISBN 978-88-452-9639-0.

## Premi e riconoscimenti
- National Book Award per la narrativa: 2015 finalista con Fato e furia e 2018 finalista con Florida[8]
- Premio The Story: 2018 vincitrice con Florida[9]
- Premio Joyce Carol Oates: 2022 vincitrice con Matrix[10]